# Thwaitesia affinis
Thwaitesia affinis är en spindelart som beskrevs av O. Pickard-Cambridge 1882. Thwaitesia affinis ingår i släktet Thwaitesia och familjen klotspindlar. Inga underarter finns listade i Catalogue of Life.